# حويرة كليمنتية
حويرة كليمنتية (الاسم العلمي:Tephrosia clementii) هي نوع من النباتات يتبع جنس الحويرة من الفصيلة البقولية.